# وکویل
وکقوویل (به فرانسوی: Vecqueville) یک کامین در فرانسه است که در Canton of Joinville واقع شده‌است.

## خصوصیات
وکقوویل ۵٫۲۲ کیلومترمربع مساحت و ۷۰۱ نفر جمعیت دارد و ۱۸۵ متر بالاتر از سطح دریا واقع شده‌است.